# 泰克利夫卡 (特諾皮爾區)
49°25′39″N 25°51′51″E / 49.42750°N 25.86417°E
泰克利夫卡（羅馬化：Teklivka）是烏克蘭的村落，位於該國西部捷爾諾波爾州，由捷尔诺波尔区負責管轄，始建於1802年，面積0.73平方公里，2001年人口258，人口密度每平方公里354.9人。